# 直木倫太郎

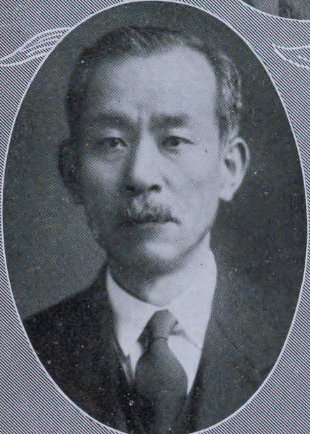
直木倫太郎

直木 倫太郎（なおき りんたろう、1876年（明治9年）12月1日 - 1943年（昭和18年）2月11日）は、日本の土木技術者・土木工学者、都市計画家。元帝都復興院技監。大陸科学院初代院長。元大阪市都市計画部長。関西工学専修学校（現：大阪工業大学）の創設時協力者。元大林組取締役。
新聞に投稿して入選した俳句から燕洋と号した。技術者の地位向上分野の先駆をなした「日本工人倶楽部」の活動でも活躍した技術官僚。

## 人物

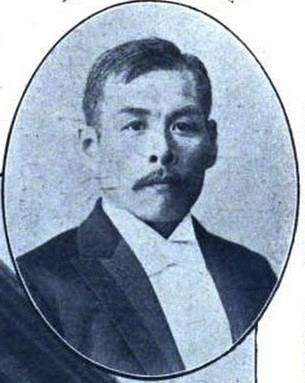
養父の直木政之介

1876年、兵庫県で真島顕蔵の長男として生まれ、17歳で実業家・直木政之介（日本燐寸製造創業者）の養子となる。
姫路中学校、第三高等学校、第二高等学校を経て、1899年7月、東京帝国大学工科大学土木工学科卒業。同年、東京市に入り、東京港調査事務所工務課長などをつとめる。
同年、時の市会議長星亨の命により東京港計画調査のため欧米に査察。
1903年帰国し、翌年7月、欧米諸港の調査結果をもとに「東京築港二関スル意見書」を尾崎行雄市参事会市長へ提出する。
1905年、土木課長。1906年、東京市から大蔵省臨時建築部技師に転じ、横浜税関新設備工事に従事。工事完成とともに、1911年、ふたたび東京市に復帰。河港課長兼下水改良事務所工務課長、土木課長として港湾、都市計画、河川改修、下水改良事業に尽力。
1914年から1917年まで、東京帝国大学工科大学講師 (教育)として上下水道学の講義も担当した。
1916年、東京市を辞し、内務省に移り内務技師となる。同年、大阪市から招請されて港湾部長に就任、また市区改正を担当し都市計画部長をも兼任し、大阪の港湾、都市計画など大阪市発展の基礎を築いた。その間、1922年には関西工学専修学校（現：大阪工業大学）の創設時協力者となる。
1923年に関東大地震が起こり、その復旧のため後藤新平復興院総裁に招かれて、同年に帝都復興院技監に就任。1924年の官制改正により、内務省の外局である復興局長官、技監兼任となり、震災復興事業に尽力した。
1926年、先輩の岡胤信の懇請で大林組に入社し、取締役兼技師長として社業にあたった。
1933年（昭和8年）、満州国建国に際して国務院国道局長就任を受諾し、渡満した。還暦を前に「雲凍るこの国人となり終へむ」の決意の句を詠む。満州国では水力電気建設局長、交通部技監、大陸科学院院長の初代と三代目に就任した。満州全土を踏査し、治水、道路の政策立案をし、また満州土木研究会会長をつとめ、満州土木学会名誉会員となるなど、満州国の科学・土木界の第一人者として活動したが、終生の大事業であった大東港建設工事視察中に病をえて、安東満鉄病院で死去した。
日本工人倶楽部に関った直木はその主義主張を社会に向かって語り始めたのは、40歳時の1914年からとされる。著書『技術生活より』は、1914年創刊の雑誌に連載してきた技術論と技術家論に加筆したもので、「人」あっての「技術」、「人格」あっての「事業」であり、その「人格」の向上を計らないで独り「技術」の力のみを欲するのは困難である、との技術哲学を随筆風に述べたもので、当時、技術者、とくに官庁技術者に技術者の有様を問う書として大きな影響を与えた。
俳人としては、正岡子規、夏目漱石、高浜虚子などとも交遊して俳人として旬を残し、約3000旬を採録した『燕洋遺稿集』（1980年には再版）が遺族によって編集、発行されている。

## 栄典
- 1930年（昭和5年）12月5日 - 帝都復興記念章[4]

## 著書
- 『土木工学-水理学』（1907年）
- 『技術生活より』（1918年）